# Palmyra (Schiff, 1889)
Die Palmyra war das erste in Stahl bei Blohm & Voss für die Hamburger Reederei F. Laeisz gebaute Vollschiff. Der Großsegler lief 1889 vom Stapel und machte bis 1908 zahlreiche Fahrten mit Massengut und in der Salpeterfahrt zwischen Europa und der südamerikanischen Westküste, u. a. Chile.

## Geschichte
Das Schiff absolvierte 1889 unter Kapitän Robert Hilgendorf seine Jungfernfahrt nach Chile und konnte die Strecke von Lizard Point nach Valparaíso in 63 Tagen und die Rückreise die Strecke von Iquique nach Lizard Point in 77 Tagen absolvieren.
In dem dramatischen Jahr 1905 kam die Palmyra von ihrem Heimathafen Hamburg, segelte am 14. Juni aus dem Kanal in den Atlantik und traf am 7. Oktober in Valparaiso ein. Sie kam in der ersten Hälfte des September um Kap Hoorn, wo sich Kapitän E. Paulsen mit Stürmen bis 11 Beaufort konfrontiert sah, was die lange Reisezeit von 115 Tagen ausreichend erklärt.
Um die Be- und Entladetätigkeit zu vereinfachen und der Mannschaft die Arbeit beim Segeln zu erleichtern, setzte die Reederei F. Laisz 1897 erstmals auf den Vollschiffen Parchim und Palmyra eine 6 PS-Petroleum-Schiffswinde, einen GNOM-Motor der Motorenfabrik Oberursel, ein. Später setzten sich diese auch auf anderen Laeisz-Seglern, wie auf der 5-Mast Bark Potosi und auf den Viermastbarken Pangani, den Schwestern Peking und Passat sowie der Priwall, durch.
Bekannte Schiffsführer:
- 1889–1891 Robert Hilgendorf Jungfernfahrt
- 1892–1894 Georg Robert Schlüter
- 1895–1896 August Teschner
- 1897–1903 Carl Victor Jessen
- 1904–1906 Eduard J. Paulsen
- 1907–1908 P. Petersen
- 1908–1908 G. Lessel

Am 27. April 1908 verließ die Palmyra Vlissingen mit Fracht nach Valparaíso. Am 2. Juli 1908 lief das Vollschiff am Cabo Raper auf Position 46°48'23" S 75°38'36" W nahe der Wellington-Insel vor der südchilenischen Küste auf Grund. Die Besatzung, 21 Mann, versuchten sich mit einem der Rettungsboote in Sicherheit zu bringen. 1953 wurden in einer küstennahen Höhle 18 Skelette der vermissten Seeleute gefunden. Der Kapitän und sein Erster Offizier, Gustav Thiele, gingen später vom sinkenden Schiff und konnten sich als Schiffbrüchige zum Leuchtturm Evangelistas retten.